# Lueckingia
Lueckingia is een monotypisch geslacht van korstmossen behorend tot de familie Ramalinaceae. De typesoort is Lueckingia polyspora.